# Anoka (Nebraska)
Anoka é uma vila localizada no estado americano de Nebraska, no Condado de Boyd.

## Demografia
Segundo o censo americano de 2000, a sua população era de 10 habitantes. 
Em 2006, foi estimada uma população de 9, um decréscimo de 1 (-10.0%).

## Geografia
De acordo com o United States Census Bureau, a localidade tem uma área de 1,5 km², sem área coberta por água.

## Localidades na vizinhança
O diagrama seguinte representa as localidades num raio de 24 km ao redor de Anoka. 